# Francart
Francart war eine französische Maßeneinheit (Gewichtsmaß) und fand als Getreidemaß für Roggen in Verdun Anwendung.
- 1 Francart = 32 Pfund